# Сєнний замок
Сєнний замок — колишній замок у місті Сєнно (Вітебська область). Розташовувався на території, де зараз міститься спортивно-оздоровчий комплекс. Замок був на шляху військових сутичок між Великим князівством Литовським і Московською державою. Був зруйнований під час Північної війни.

## Опис
Побудований у 1573 р. Дмитром Сапігою і розташований на пагорбі, який городяни називали Замковою горою. По обидва боки пагорба був викопаний рів, заповнений водою, що надходила з річки. Над ровом був побудований підйомний міст, а на горі — двоповерховий палац-будинок.
Про будівництво І. Слюнков пише в книзі «Архітэктура Верхняга Падняпроўя»: «Сєнний замок, заснований Дмитром Сапігою, є комплексом, подібним до класичного зразку в трактатах 16-17 ст. „палацаінфортеця“, де самі палацові будівлі були позбавлені оборонних функцій, але оточені системою укріплень. Сєнний панський будинок із двома прибудовами займав симетричне положення на квадратній площі 80×80 м, оточеною глибоким ровом, наповненим водою. Два мости вздовж поперечної осі замку з одного боку були пов'язані з вирівняним берегом озера, з іншого — з мальовничим берегом ставка, штучно створеним на річці, що впадає в озеро. Планувальний зв'язок замку з постом підтримувався за допомогою вулиці-мосту, що йшов від кута Замкової площі до ринку».
Під час Північної війни 1700—1721 рр. шведські війська з табору генерала Левенґаупта рушили з Риги до Череї, щоб об'єднати сили з військами короля Карла XII, пограбувавши та зруйнувавши Сєнний замок. Після війни замок не відбудували.
Замкова гора була зруйнована внаслідок будівництва дороги до Костелка, та з її землі зробити підсипку. Потреба виникла таким чином після появи залізничної станції Богушевська в 1903 році та потреби стику її з дорогою з Сєнного.

## Галерея

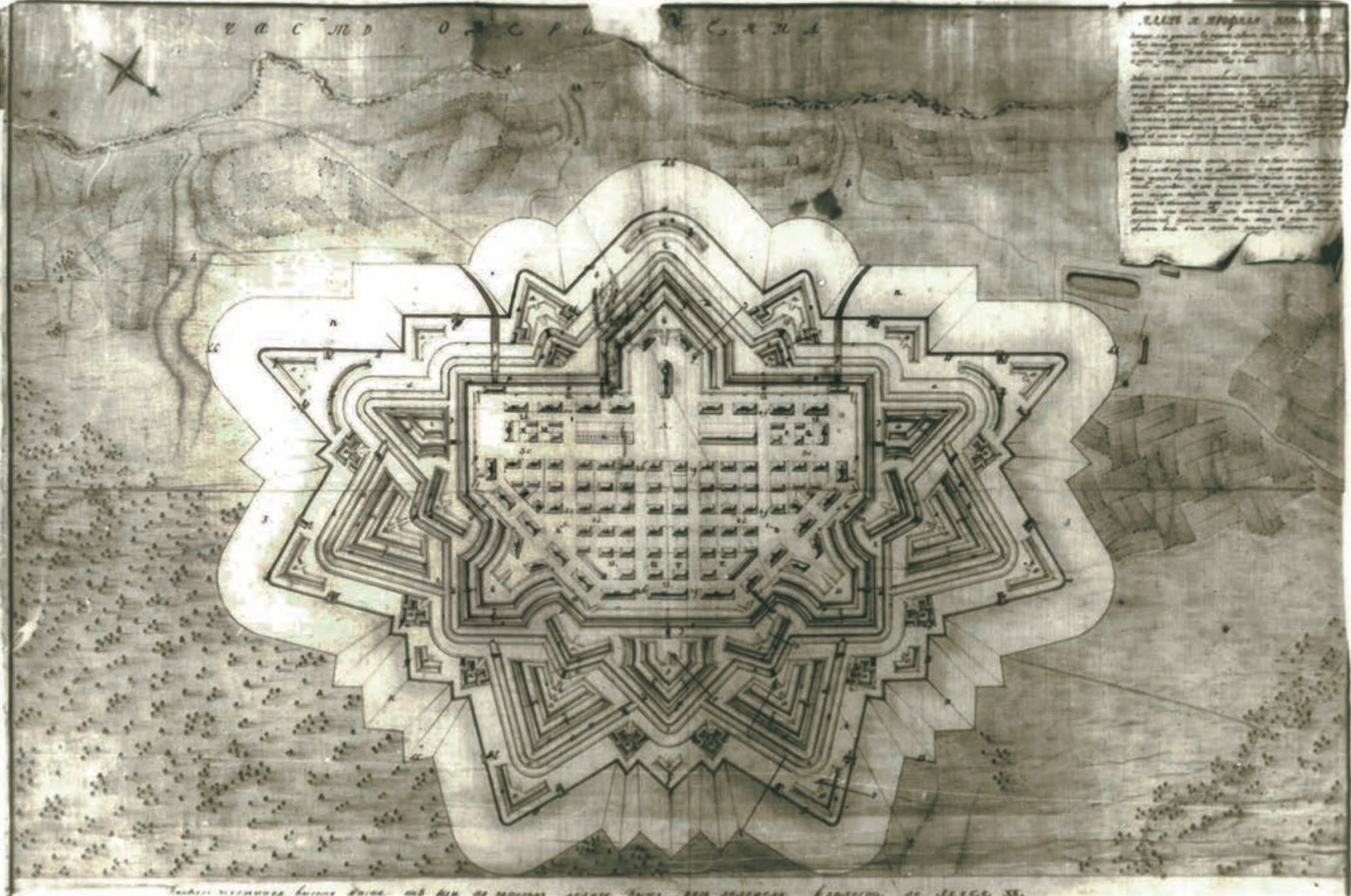
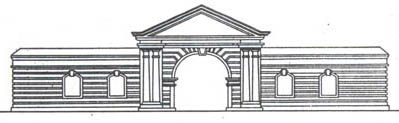
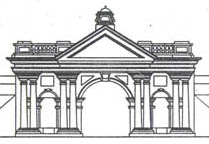